# 杜湖
杜湖是一个位于中国浙江省慈溪市的湖泊，面积约为3700多亩，是慈溪市最大的湖泊。杜湖一部分改建为里杜湖水库，外杜湖单独成湖。其中里杜湖是慈溪市最大的饮用水源水库。

## 地理位置
杜湖位于慈溪观海卫镇东南部，东、西、南三面环山（属慈溪南部丘陵）,北面与白洋湖相邻。西北面是拥有上千年历史的—宓家埭古聚落和鸣鹤古镇。

## 里杜湖
里杜湖水库总库容2370万立方米,有效库容1700万立方米。
其他，可详见里杜湖水库条目。

## 杜湖大坝

### 沿革
- 1969年底，杜湖大坝动工兴建，由当时慈溪县政府组织建造。
- 1973年，大坝开始发挥效益。
- 1975年，工程全面竣工。

### 大坝资料
坝高17.5米，平均坝长440米，坝底宽80米,坝顶宽4米。坝南是里湖（水库），坝北是外湖，这种设计在中国国内是罕见的。

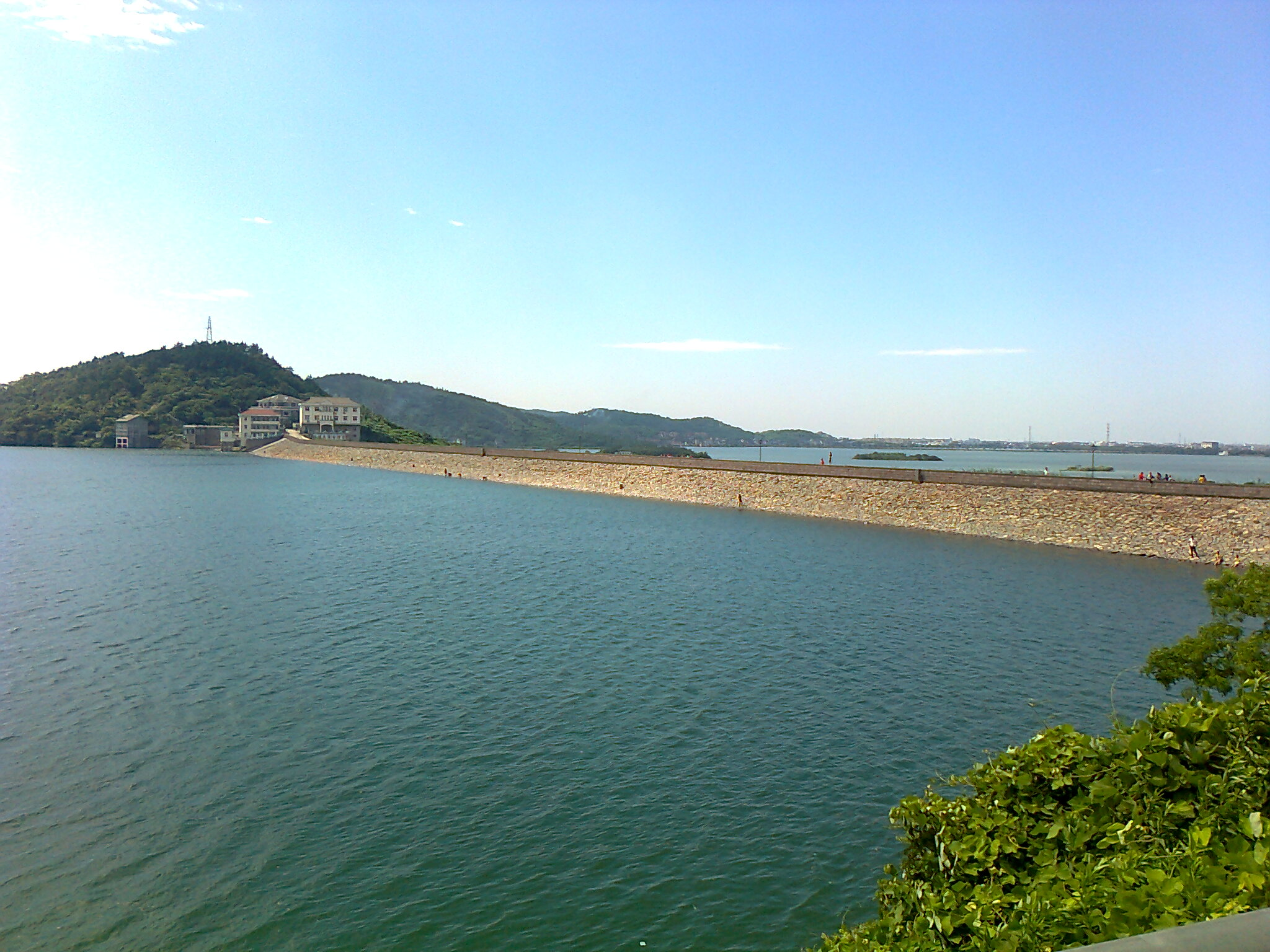
杜湖大坝（侧视）
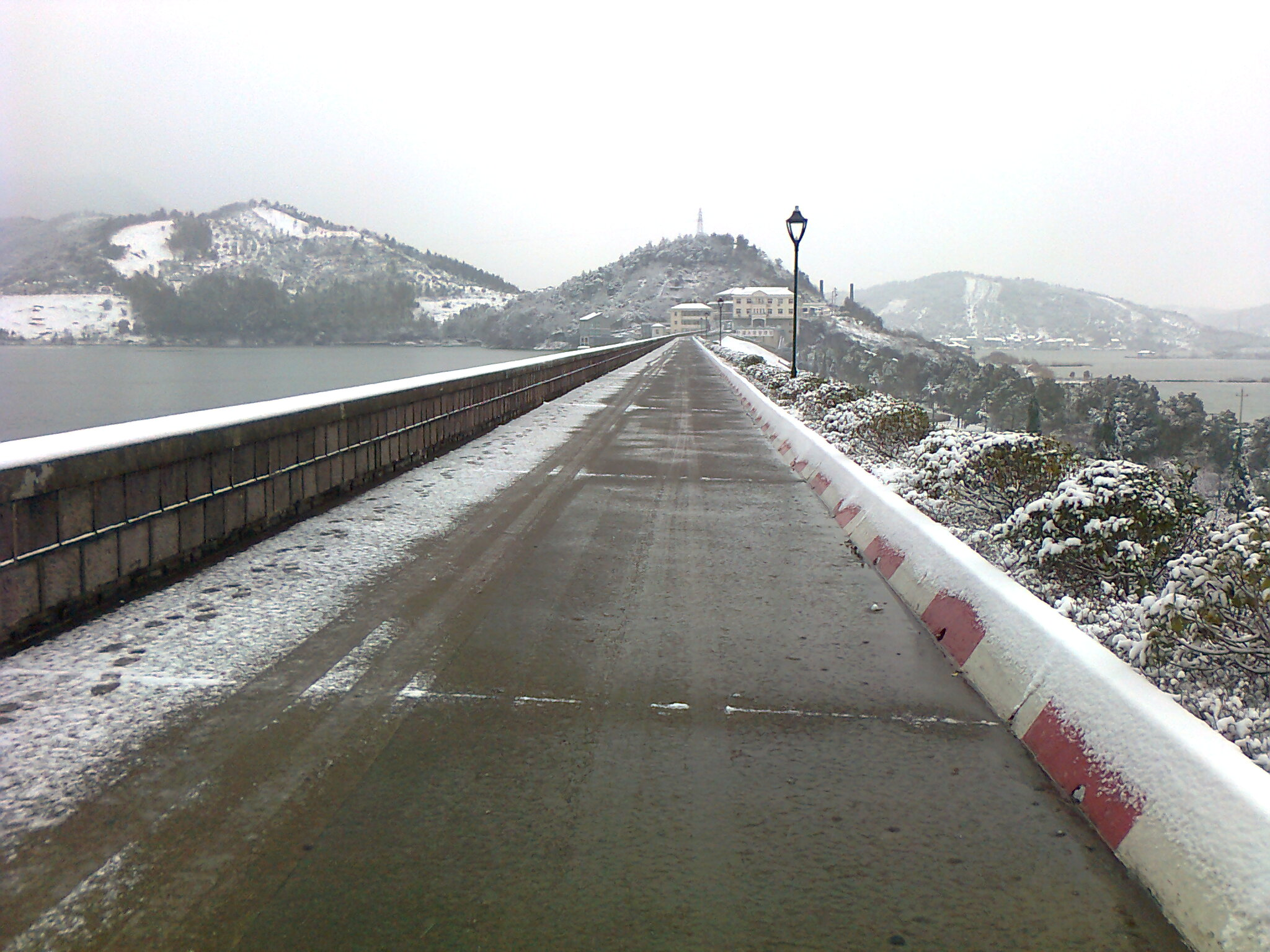
杜湖大坝（面西）
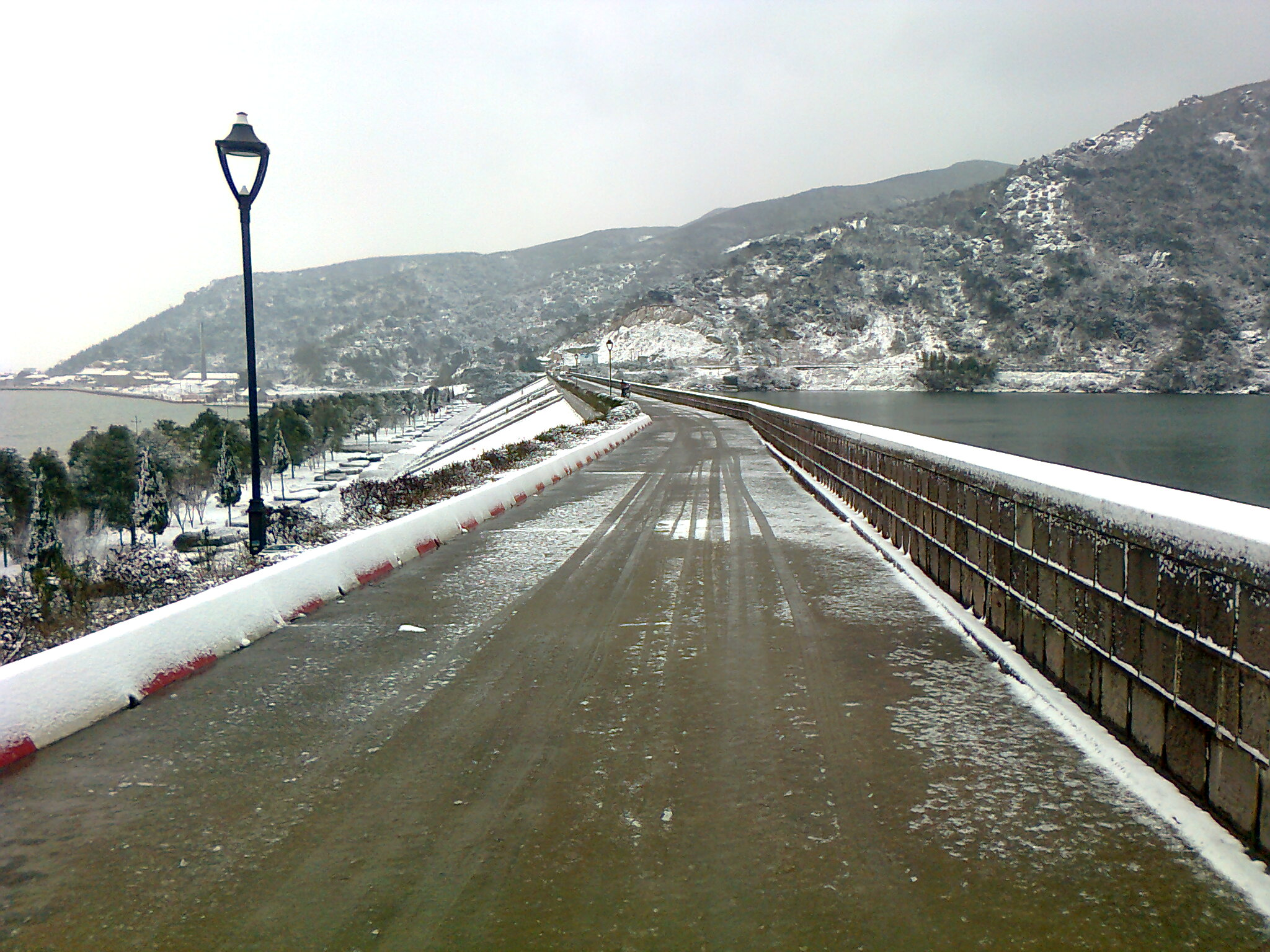
杜湖大坝（面东）

## 西埠头大桥
位于里杜湖水库南侧，是连接西埠头于湖滨东路的重要通道。桥长60米。距离里杜湖南岸居民区600米。

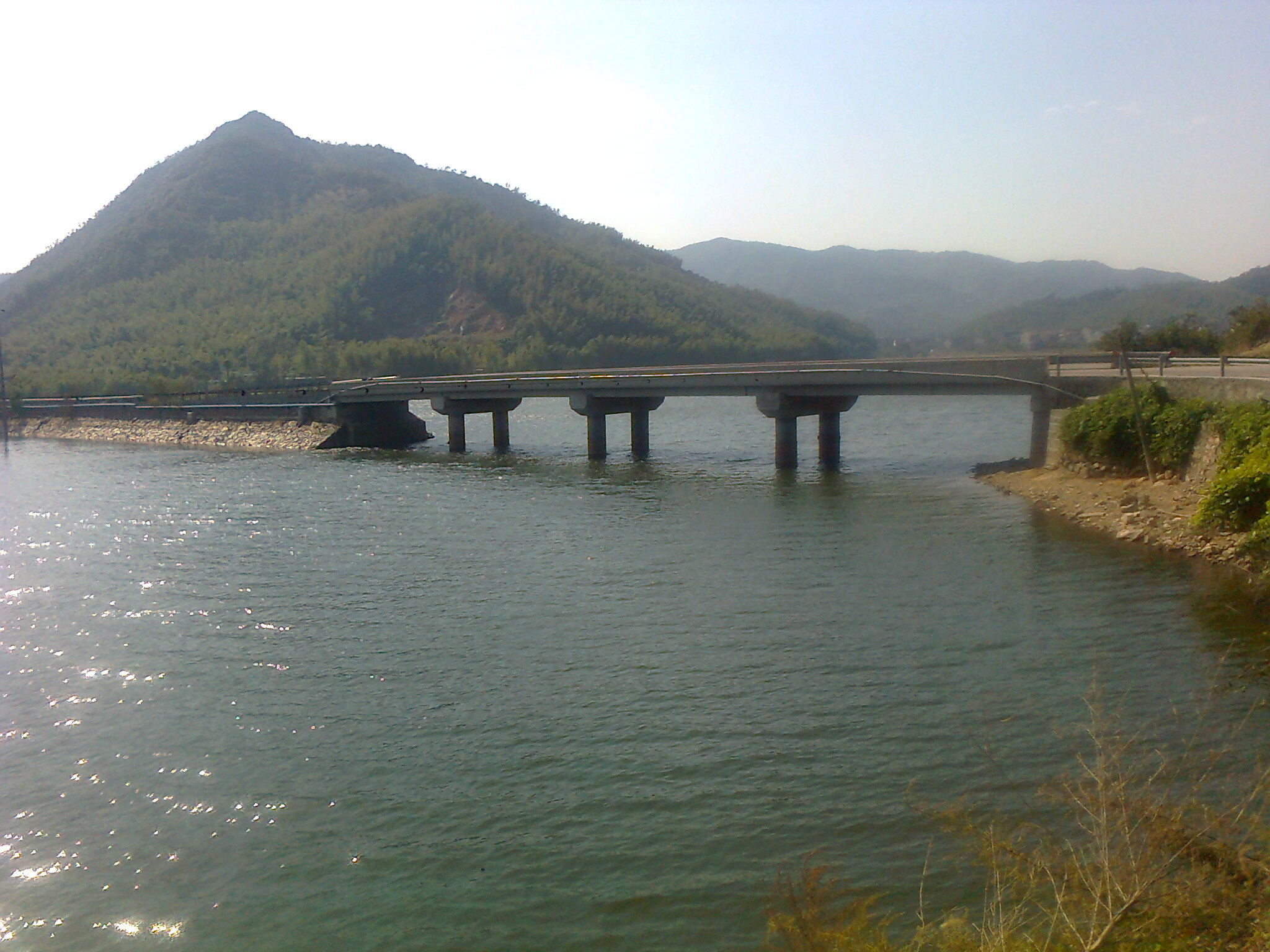
西埠头大桥（侧视）
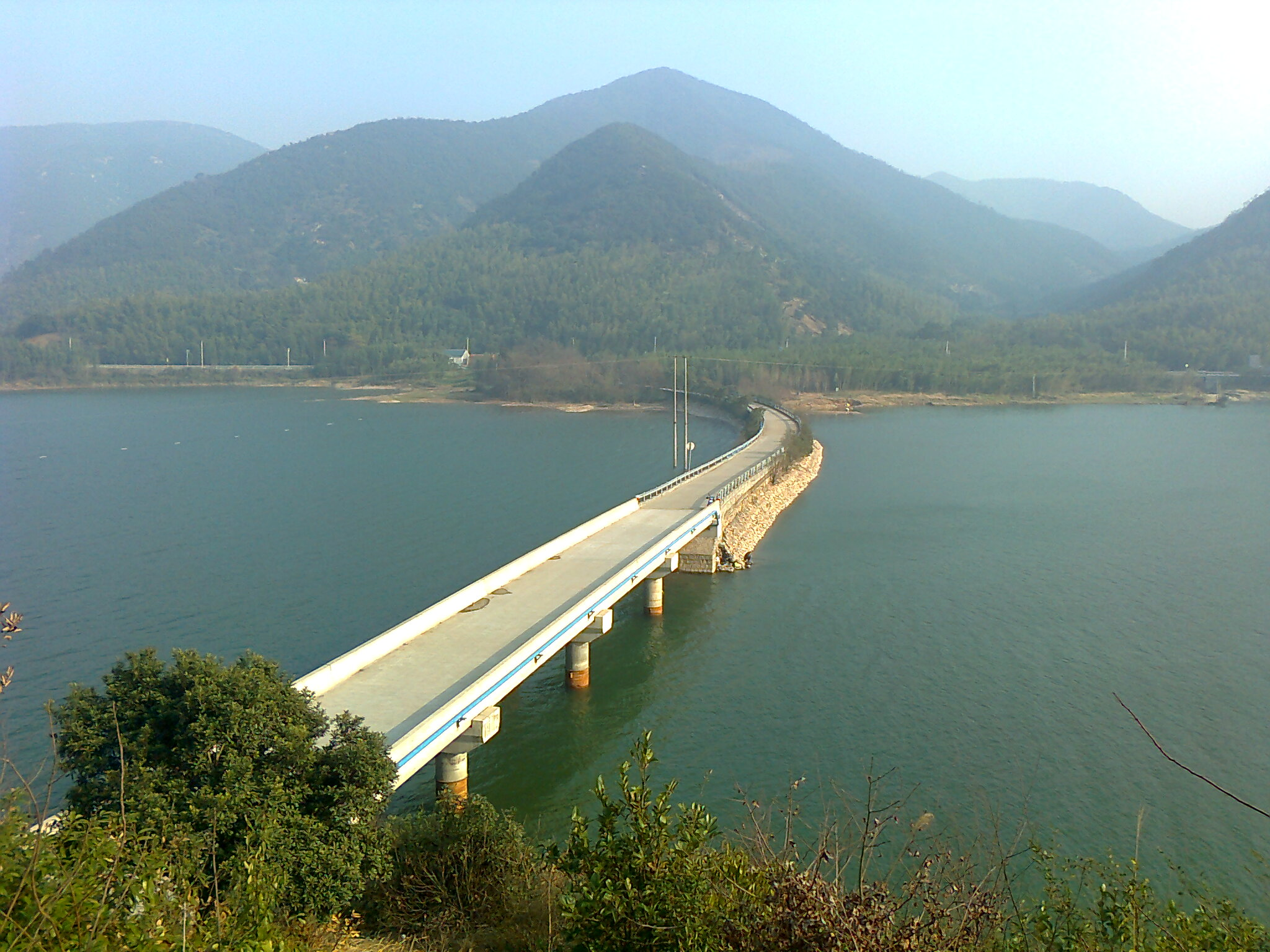
西埠头大桥（俯视）